# AlpTransit

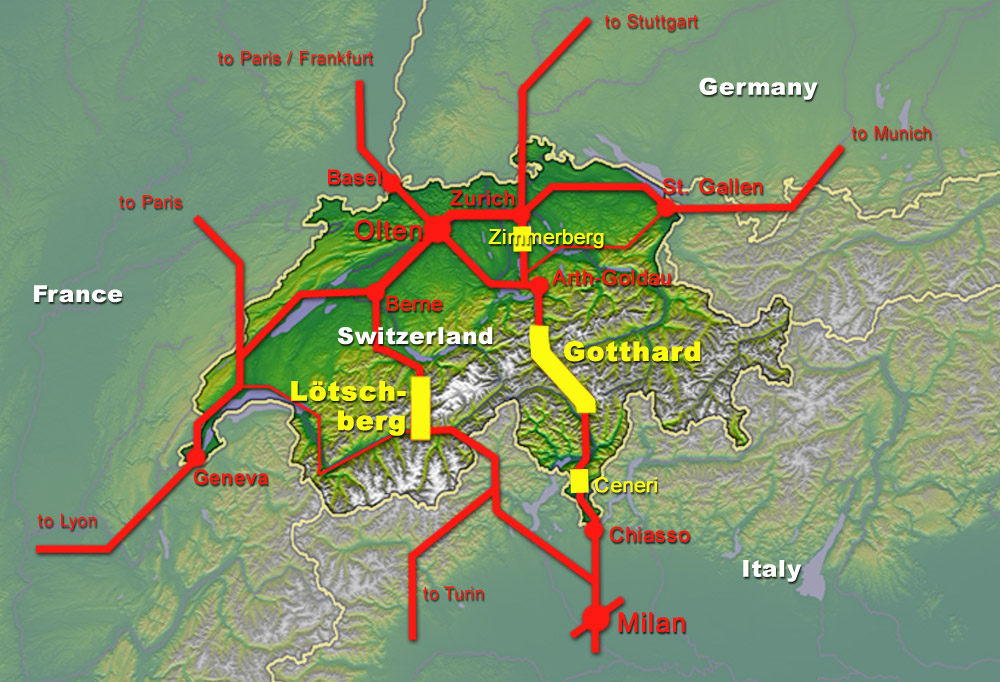
Il progetto AlpTransit in Svizzera

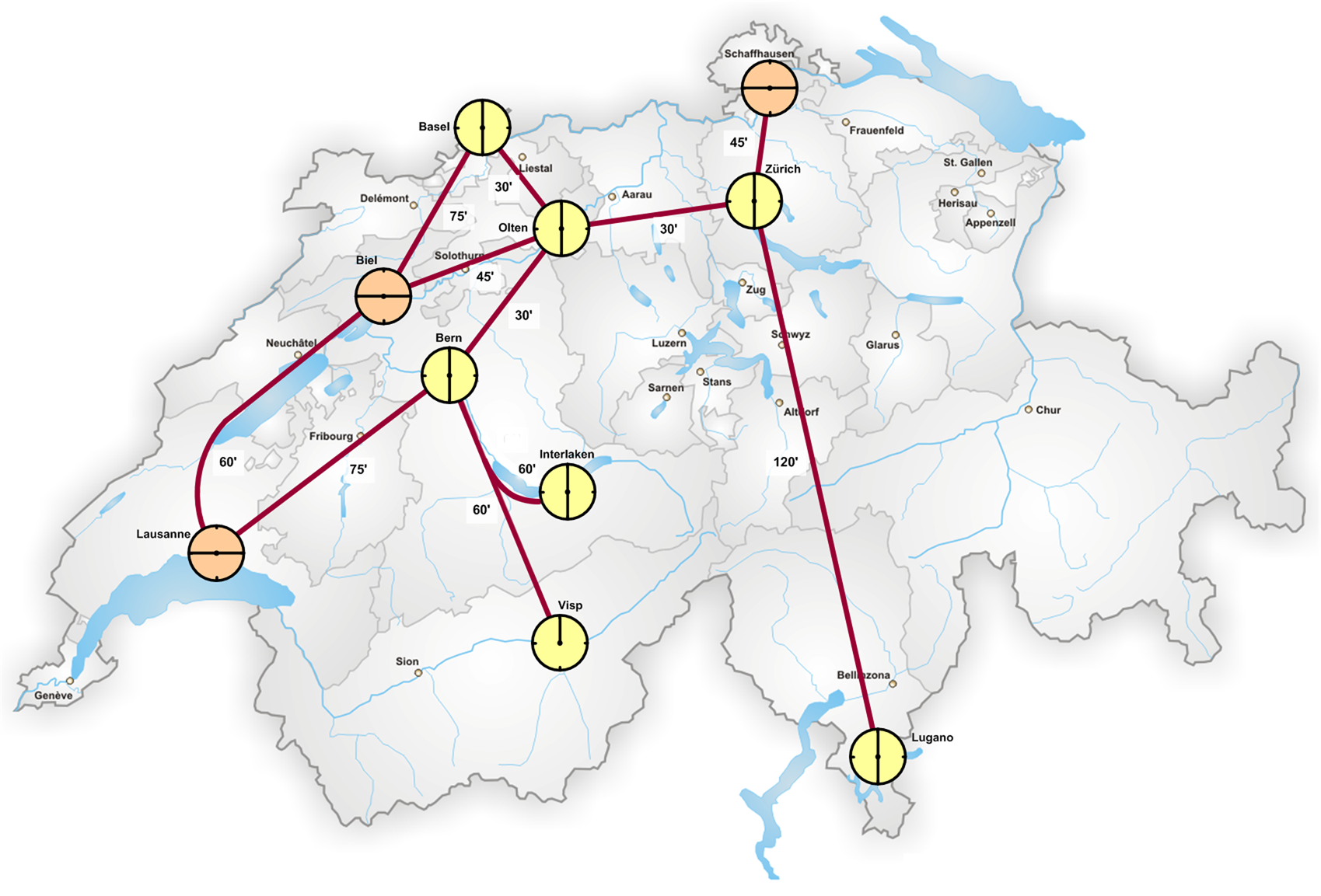
I tempi di percorrenza fra le città svizzere previsti dopo il completamento di AlpTransit

AlpTransit, noto anche con l'acronimo NEAT ("Neue Eisenbahn-Alpentransversale", letteralmente: "nuove trasversali ferroviarie alpine") è un progetto svizzero in corso di realizzazione, che prevede il potenziamento degli assi transalpini del Gottardo e del Lötschberg mediante la costruzione di due "tunnel di base" scavati a una quota inferiore di diverse centinaia di metri sotto quelli attuali.

## Le votazioni
All'inizio degli anni novanta si fece largo in Svizzera l'idea di una ferrovia ad alta velocità attraverso le Alpi. Tuttavia, pochi mesi dopo che il Consiglio Nazionale e la Camera dei Cantoni avevano approvato il progetto di massima di AlpTransit, si formarono tre comitati contrari al progetto che, con motivazioni diverse (tracciato, costi dell'opera, entità del progetto), promossero un referendum. Il 27 settembre 1992 i cittadini svizzeri vennero quindi chiamati alle urne per pronunciarsi sul progetto AlpTransit e sul suo finanziamento. Il progetto AlpTransit venne accolto in ventuno cantoni su ventitré (votarono contro Uri, e Appenzello Interno) e, complessivamente, dal 63,6% dei cittadini.
Poco dopo l'approvazione del progetto AlpTransit, un gruppo di cittadini promosse una iniziativa popolare per iscrivere nella Costituzione svizzera l'obbligo di trasferire le merci dalla strada alla ferrovia. L'iniziativa popolare venne denominata "Iniziativa delle Alpi". Il 20 febbraio 1994 il popolo svizzero venne chiamato alle urne e la proposta venne approvata dal 51,9% dei votanti.
Nel 1998 il Consiglio federale decise di modificare la "tassa sul traffico pesante" (da forfettaria a dipendente dalla dimensione e tipo del veicolo e dai chilometri percorsi) per completare il finanziamento di AlpTransit. Come ogni nuova tassa, per entrare in vigore doveva essere approvata dalla maggioranza dei cittadini svizzeri. Il popolo si recò alle urne il 27 settembre 1998 e il 57,2% dei cittadini approvò la modifica della tassa.

## Asse del San Gottardo

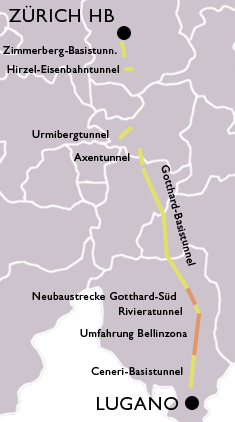
Tracciato della linea ferroviaria in costruzione fra Zurigo e Lugano.

L'asse del San Gottardo, che comprende come opere principali i tunnel di base del Gottardo, dello Zimmerberg e del Ceneri, è un collegamento ferroviario che permette il transito di treni ad alta velocità sotto il massiccio del San Gottardo tra Zurigo e Lugano.
Esso è stato costruito, secondo quanto pattuito con il Consiglio federale svizzero, dall'AlpTransit San Gottardo SA, società affiliata al 100% delle Ferrovie federali svizzere (FFS) fondata il 12 maggio 1998, con sede a Lucerna e succursali ad Altdorf, Sedrun, Faido e Bellinzona. La AlpTransit San Gottardo SA, che conta circa 160 collaboratrici e collaboratori, è il committente della nuova trasversale ferroviaria alpina sull'asse del San Gottardo.
Con una lunghezza di 57 km da Bodio a Erstfeld, il tunnel di base del Gottardo (inaugurato il 1º giugno 2016, con un anno di anticipo rispetto ai piani iniziali) è il più lungo tunnel ferroviario al mondo, così come lo fu il vecchio traforo al tempo della sua ultimazione, nel 1882. L'11 dicembre 2016 la galleria venne ufficialmente aperta ai treni viaggiatori riducendo i tempi di percorrenza da Zurigo a Bellinzona, Lugano e Milano di circa 30 minuti. Il nuovo collegamento è il primo tratto ferroviario transalpino "di pianura" (ovvero senza forti pendenze e con ampie curve), con un'altitudine massima di 550 m s.l.m., pari a quella della città di Berna. Una volta terminato il tunnel del Ceneri (2020) e dello Zimmerberg, il tempo di viaggio tra Zurigo e Milano si ridurrà dalle odierne 3 ore e 45 minuti circa (tutte le tracce attualmente in orario sono impostate con materiale ad alta velocità) a 2 ore e mezza. I tunnel dello Zimmerberg e del Ceneri saranno lunghi, rispettivamente, 20 e 15 km circa. La metà dello Zimmerberg è già in funzione fra Zurigo e Thalwil; i treni escono ed entrano da un accesso intermedio.
Ricapitolando, da Zurigo a Milano, il percorso della nuova linea a progetto ultimato prevederà:
- Stazione di Zurigo;
- Galleria di base dello Zimmerberg, 20 km, per metà già in servizio (accesso intermedio di Thalwil), costruzione dell'altra metà fino a Zugo rimandata;
- Linea attuale Zugo–Arth-Goldau, doppio binario in funzione;
- Nuova linea veloce dal portale sud dello Zimmerberg di base a quello nord della galleria Urmiberg presso Immensee (ipotesi non ben definita);
- Galleria dell'Urmiberg, 8,5 km circa, dovrebbe avere due portali a nord, uno verso Immensee (Lucerna), uno verso Arth Goldau;
- Galleria dell'Axen, 12 km circa;
- Galleria di base del San Gottardo, 57 km, aperta al traffico;
- Galleria della Riviera, 7 km circa, alcune varianti prevedono al suo posto una tratta all'aperto;
- Galleria di Bellinzona, 8 km circa;
- Galleria di base del Monte Ceneri e prolungamento verso Chiasso, primi 15 km in servizio, circa 35~40 km una volta completata (a seconda delle varianti, galleria unica dalla Piana di Magadino a Chiasso, oppure due separate con attraversamento del Lago di Lugano con un ponte invece che in galleria); i treni con fermata a Lugano uscirebbero ed entrerebbero nella galleria attraverso degli accessi intermedi; da un bivio in galleria potrebbe portare un binario unico fino a Luino e Laveno (progetto Gronda Ovest);
- Galleria Monte Olimpino 2 (7,2 km), già esistente ed usata dai treni senza fermata a Como;
- Nuova linea in progettazione Bivio Rosales (appena a sud di Monte Olimpino 2)-Seregno-bivio con la linea; Treviglio-Bergamo, tale linea correrebbe parzialmente in galleria (tra le quali Minoprio di 3,5 km e Seregno di 8 km) ed è conosciuta come Gronda Est.

Per quanto riguarda il tratto Seregno-Monza-Milano, ci sono varie ipotesi. L'ipotesi ufficiale prevederebbe un quadruplicamento in sede da Seregno a Lissone ed una variante di tracciato sotterranea passante sotto il parco di Monza e uscente a Monza Centrale e da qui con binari propri raggiungerebbe Greco per poi raggiungere le varie stazioni; verrebbe inoltre fatto un raccordo per permettere ai treni da Greco di entrare nel passante a Milano Repubblica.

Un'altra ipotesi prevede di costruire una linea veloce tra Milano Greco e Desio passando sotto la Nuova Valassina e con una nuova stazione di Monza nel quartiere di San Fruttuoso. A questa si aggiungerebbe una gronda diretta tra Carnate e Melzo scalo lungo la nuova Tangenziale Est.

Altre ipotesi prevederebbero la costruzione di una linea parallela all'autostrada Milano-Meda (Progetto Facchin) e un quadruplicamento in sede lungo l'attuale ferrovia "a canna di fucile" nel tratto Lissone-Monza.
La distanza fra le stazioni di Zurigo, la zona di Como e le prime gallerie, e la distanza fra le varie gallerie, non è mai maggiore di 8–10 km (escluso tratto portale sud Zimmerberg-Zugo-portale nord Urmiberg, linea attuale via costa est del Lago di Zugo oppure nuova linea via costa ovest, circa 18 km).
Inoltre, alcune varianti prevedono raccordi sotterranei fra tre tunnel (quello di base del Gottardo, quello dell'Axen e quello dell'Urmiberg) che porterebbero così alla realizzazione di un tratto sotterraneo da Arth-Goldau a Biasca di oltre 80 km. Per questo motivo, poco prima del portale nord della Galleria di base del San Gottardo è stata costruita una deviazione sotterranea (salto di montone, due gallerie di un centinaio di metri che si diramano dai due tubi della galleria principale, da cui si potrà continuare a scavare senza interrompere il traffico ferroviario).
Alcune varianti della linea del Gambarogno (Bellinzona-Luino-Laveno-Novara) sono allo studio con il nome di Gronda Ovest; al momento non è stato scelto un tracciato definitivo.
- LaCa (Laveno-Cadenazzo): fra Cadenazzo e Laveno si sta pensando ad una nuova linea, a binario unico con incroci; comporterebbe una galleria fra Cadenazzo e Luino di circa 22 km e una da Luino a Laveno di circa 10-12.
- LaVe/LuVe (Laveno-Vezia/Luino-Vezia): dal bivio sotterraneo del Ceneri a Laveno (LaVe) oppure a Luino (LuVe), a binario unico; se si costruisse anche la linea Lugano-Chiasso, bisognerebbe costruire un secondo bivio sotterraneo, in quanto nei pressi di Vezia la Galleria di base del Monte Ceneri si dividerebbe in tre rami: Lugano, Chiasso e Luino.

Uno studio commissionato da Rete Ferroviaria Italiana raccomanda la variante LuVe2 da Vezia a Laveno con diramazione per Luino, ma questa opzione è stata scartata da parte svizzera, dando preferenza alla variante che passa da Cadenazzo, in quanto comprometterebbe la capacità della galleria del Ceneri.

## Asse del Lötschberg
L'asse del Lötschberg, comprendente il nuovo tunnel di base del Lötschberg, è stato costruito dall'AlpTransit Lötschberg SA, filiale della BLS SA. Inaugurato il 15 giugno 2007, è stato aperto al traffico passeggeri il 9 dicembre 2007. Il tunnel, lungo 34,6 km, è la prima parte dell'intero progetto ad essere completata.
A causa delle costrizioni dovute ai costi, solo il tunnel est è stato completato ed è attualmente in servizio. Quello ovest funziona solo per circa un terzo della sua lunghezza (prima di ricongiungersi con l'altro), un secondo terzo è scavato al grezzo (cioè senza binari e senza rivestimento definitivo); l'ultimo terzo non è ancora stato costruito. In questo tratto come galleria di sicurezza del tunnel est viene utilizzato quello di sondaggio, nel resto del tunnel ogni tubo serve a soccorrere l'altro.
Inoltre, ci sono due gallerie di accesso intermedie ed è previsto un portale a Steg, per il momento scavato ma solo al grezzo, che permetterà ai treni provenienti da Berna di andare in direzione di Sion senza cambiare direzione a Visp. Il tunnel a binario unico che collega il portale di Steg al tunnel principale è lungo circa 3 km.

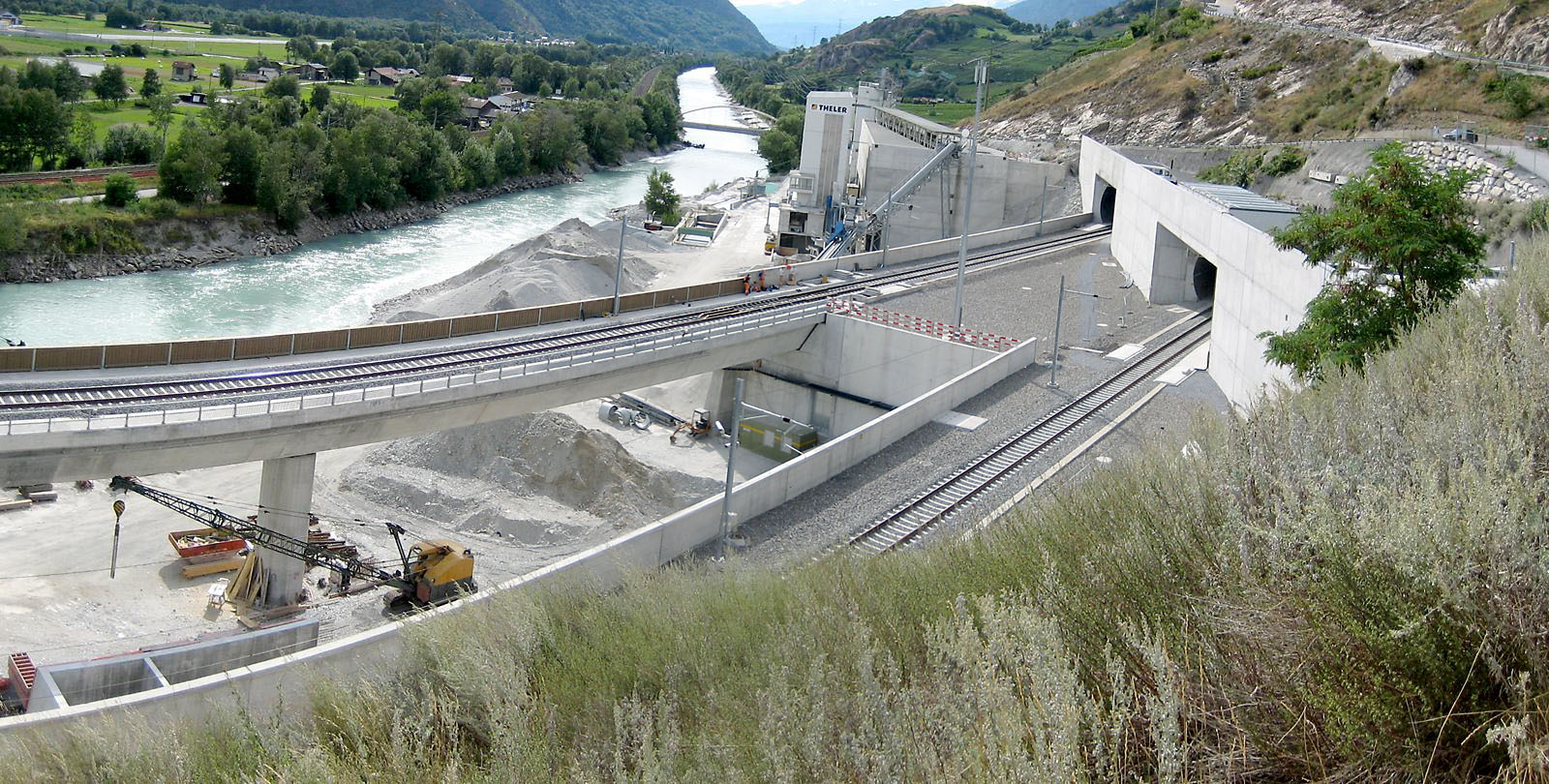
Imbocco della galleria del Lötschberg

La vecchia galleria, ultimata nel 1913, è ora percorsa dai treni più lenti e leggeri che non possono transitare nel nuovo tunnel. La divisione sarà di circa 66 treni nel vecchio tunnel e 110 nel nuovo. La vecchia galleria servirà anche alle navette per il trasporto dei veicoli stradali tra Kandersteg e Goppenstein (non esiste infatti un collegamento stradale su tale asse).
Oltre alla galleria di base, è stata costruita una trincea coperta di 2,6 km per evitare ai treni provenienti da sud il passaggio dalla stazione di Frutigen. Tale galleria è abbastanza grande per contenere due binari ma al momento ne è stato posato solo uno (quello est).
Per il futuro oltre al completamento della galleria di base sono possibili prolungamenti a nord (con una galleria sul fianco del Niesen di circa 4 km) e a sud verso Briga, e la costruzione di impianti per la creazione di un servizio di treni navetta per auto attraverso la nuova linea.

## Costi
Le due grandi gallerie complete e altri grandi investimenti in infrastrutture (progetto Ferrovia 2000, allacciamento alla rete ferroviaria internazionale, insonorizzazione) sono finanziati da un fondo di 31 miliardi di franchi alimentato da:
- 25% dazi sui combustibili per trazione,
- 55% imposta sul traffico pesante,
- 10% indebitamento (verrà rimborsato dal fondo Alptransit dal 2015).

La popolazione svizzera ha accettato il progetto Alptransit e il suo finanziamento attraverso una votazione popolare il 27 settembre 1992.

## Sicurezza
Per ragioni di sicurezza, tutti i tunnel sono formati da due gallerie separate. Al San Gottardo vi è una canna per ciascuna direzione di marcia, mentre per il Lötschberg, la seconda canna è equipaggiata solo parzialmente. Le due canne sono collegate da gallerie trasversali, poste ogni 250 metri, in modo che in caso d'incendio i viaggiatori possano mettersi in salvo passando nell'altro cunicolo. Il progetto è formato da due sezioni.